# Inostrancevia
Inostrancevia – rodzaj drapieżnego terapsyda należącego do podrzędu Gorgonopsów. Inostrancevia żyła w późnym permie (ponad 251 milionów lat temu). Szczątki gatunku typowego, I. alexandri, odkryto nad Dwiną w obwodzie archangielskim, podobnie jak jedna czaszka I. latifrons. Drugi okaz tego gatunku odkryto w Zawrażu. Skamieniałości I. uralensis znaleziono w obwodzie orenburskim, a skamieniałości I. africana – w Wolnym Państwie (Republika Południowej Afryki). Nazwa rodzajowa honoruje rosyjskiego geologa A. Inostrancewa. Na uwagę zasługuje fakt, że znaleziono między innymi prawie kompletny szkielet zwierzęcia.

## Budowa
- Inostrancevia była największym znanym gorgonopsem. Osiągała około 3–4 m długości.
- Poruszała się na czterech kończynach, które ułożone były prawie pionowo (zwłaszcza tylne kończyny) pod ciałem, a więc w sposób zbliżony do współczesnych ssaków, będących potomkami terapsydów. Dzięki temu mogła zapewne aktywnie biegać.
- Czaszka mierzyła do 45 cm. Podobnie jak u innych gorgonopsów, brak było wtórnego podniebienia, umożliwiającego jedzenie i oddychanie w tym samym czasie. Uzębienie było zróżnicowane, co jest cechą charakterystyczną także dla ssaków. Nie było jednak wysoko wyspecjalizowane. Górna szczęka wyposażona była w 6 sporych siekaczy, 2 szablaste kły długości 12 cm oraz 10 małych, prawie zanikłych zębów z tyłu. Żuchwa posiadała aż 14 siekaczy (8 mniejszych i 6 większych).
- Ogon zwierzęcia był stosunkowo krótki i prawdopodobnie trzymany był prosto.

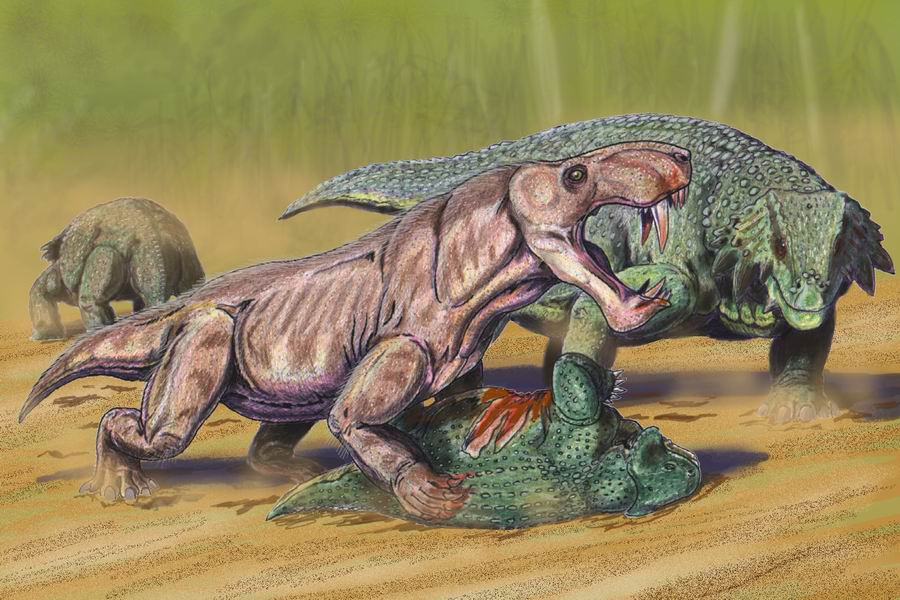
Inostrancevia polująca na młode skutozaury

## Tryb życia
Inostrancevia była prawdopodobnie aktywnym drapieżnikiem, na co wskazuje budowa jej kończyn oraz uzębienie. Jej szczątki odkryto w tej samej formacji skalnej, co skamieniałości skutozaura, żyjącego na terenach obecnej północnej Rosji w dużych ilościach. Inostrancevia prawdopodobnie polowała na te olbrzymie anapsydy oraz zapewne na terapsydy z grupy dicynodontów.